# Joseph Mewis
Joseph Mewis   (Anvers, 23 de març de 1931 - 10 d'abril de 2025) va ser un lluitador belga que combinà la lluita lliure i la lluita grecoromana, guanyador d'una medalla olímpica.
Durant la seva carrera esportiva va prendre part en quatre edicions dels Jocs Olímpics d'Estiu, el 1952, 1956, 1960 i 1964. El 1956, a Melbourne, guanyà la medalla de plata en la competició del pes ploma del programa de lluita lliure. El 1960, a Roma, fou cinquè en la mateixa prova, mentre el 1964, a Tòquio, fou sisè en la competició del pes ploma del programa de lluita grecoromana.